# Амфилохий (Шапошников)
Иеросхимона́х Амфило́хий (в мантии Адриа́н, в миру Андре́й Ива́нович Ша́пошников; 1741, Рига — 9 (21) августа 1865, Рёконьская пустынь, Тихвинский уезд, Новгородская губерния) — иеросхимонах Русской православной церкви, восстановитель Рёконьской пустыни.
Родился в 1741 году в Риге в финской лютеранской семье. Имя при рождении неизвестно. Отец его служил при кирхе. Образование получил домашнее, по лютеранским руководствам.
Впоследствии тайно от родителей присоединился через миропомазание к православной церкви с именем Андрей, взяв от восприемника отчество и фамилию.
Служил военным, был работником у крестьян, пастухом, затем странствовал.
В 1813 году, в 73-летнем возрасте, по совету блаженного Бориса, встреченного им в Тихвине, решил поселиться в опустевшей Рёконьской Свято-Троицкой пустыни Тихвинского уезда Новгородской губернии.
В Рёконьское пустынное место он пришёл в 1813 году и много претерпел волокитства местных чиновников, как не имевший вида на жительство. Страшная запущенность строений, очень редкое богослужение, полное отсутствие монахов и расхищение принадлежавшей пустыни сенокосной и пахотной земли, привели поначалу его в полное уныние; но он твёрдо решился восстановить монастырь и достиг исполнения своего желания.
В 1816 году он сделан был пономарём Рёконьской Троицкой церкви, а в 1820 году начал дело о возвращении пустыни несправедливо отнятой земли.
Во время этого тяжебного дела, 26 августа 1822 года, Андрей Шапошников постригся в монашество с именем Адриан, а 23 ноября 1832 года принял и схиму с именем Амфилохий, хотя немногие знали об этом.
Дело тянулось до 1860 года, когда, наконец, за землю, перешедшую в частные руки, пустыни были выданы деньги, сама же пустынь 13 февраля 1860 года обращена в самостоятельную монашескую обитель с наименованием её заштатным общежительным монастырём.
В свободное время Амфилохий вёл строго отшельническую жизнь, уходя в пустынную местность и питаясь чем попало.
Скончался он 9 августа 1865 года на 125-м году от рождения, оставив по себе памятник — восстановленную им и при его жизни обстроившуюся и населённую иноками Свято-Троицкую Рёконьскую пустынь Новгородской губернии в 45 верстах от Тихвина. Над его могилой возведена часовня.